# Thallumetus salax
Thallumetus salax là một loài nhện trong họ Dictynidae.
Loài này thuộc chi Thallumetus. Thallumetus salax được Eugène Simon miêu tả năm 1893.